# Sphecodes stygius
Sphecodes stygius là một loài Hymenoptera trong họ Halictidae. Loài này được Robertson mô tả khoa học năm 1893.